# Francine Jordi
 Der er for få eller ingen kildehenvisninger i denne artikel, hvilket er et problem. Du kan hjælpe ved at angive troværdige kilder til de påstande, som fremføres i artiklen.

Francine Jordi (født 24. juni 1977 som Francine Lehmann i Richigen, Gemeinde Worb, Schweiz) er en schweizisk sangerinde og komponist, der skriver og optræder med schlager- og folkemusik. Hun vandt det schweiziske melodi grandprix i 2002 med "Dans Le Jardin De Mon Ame" og deltog dermed i Eurovision Song Contest i Tallinn samme år. Her opnåede hun blot 15 point og en 22. plads.